# 絞り (光学)

虹彩絞りによる通過光量調整

光学系において絞り（しぼり、英語: diaphragm）とは、通過する光を遮蔽し、通過可能面積を小さくさせ、通過光量を下げる物を指す。開口部（光の通過可能面積に当たる）を指す aperture が訳語になることもある。
可動式に遮蔽する場合は通過光量の調整が可能となる。光学系内（レンズの位置付近など）に置き、その有効口径を変化させる。

## 定義
絞りは光学系において光の量を調整するために、光を遮り、一部だけを通す板状のもの、または、そこにあけた孔のことである。孔は一つで、円形または多角形であることが多い。光を吸収させるため通常は黒色をしており、孔の大きさを微調整できるようにするために複数の板を重ね合わせたものもある。（絞りで調整された）レンズ有効口径は、F値で表現することも多い。

## 応用
絞りはカメラや望遠鏡、光学顕微鏡などさまざまな光学機器に利用されている。写真フィルムなどに結像させる場合、フィルムの受ける光量が許容量を超えると、意図する撮影結果を得られなくなる。これを防ぐために絞りを利用して受光量を調整する。デジタルカメラなど固体撮像素子を用いる場合も、受光により発生する電荷が飽和して撮影できなくなることを防ぐために、調整可能な絞りを内蔵しているものがある。絞りは結像面に入る光量を制限することから、絞りを小さくすると情報量が小さくなりノイズの影響を受けやすくなる。そのため鮮明な像を得るにはできる限り多くの光量を確保することが必要である。
絞りは、写真機などではレンズと結像面の間に配置される。光学顕微鏡のように対象物体が小さい場合は、物体を照明する光そのものを絞りによって調整する。そのため、絞りは反射鏡とステージの間に設置されている。テレセントリック光学系では、光軸と主光線を平行にするためにレンズの焦点付近に孔の小さな絞りが配置される。

## レンズ絞り

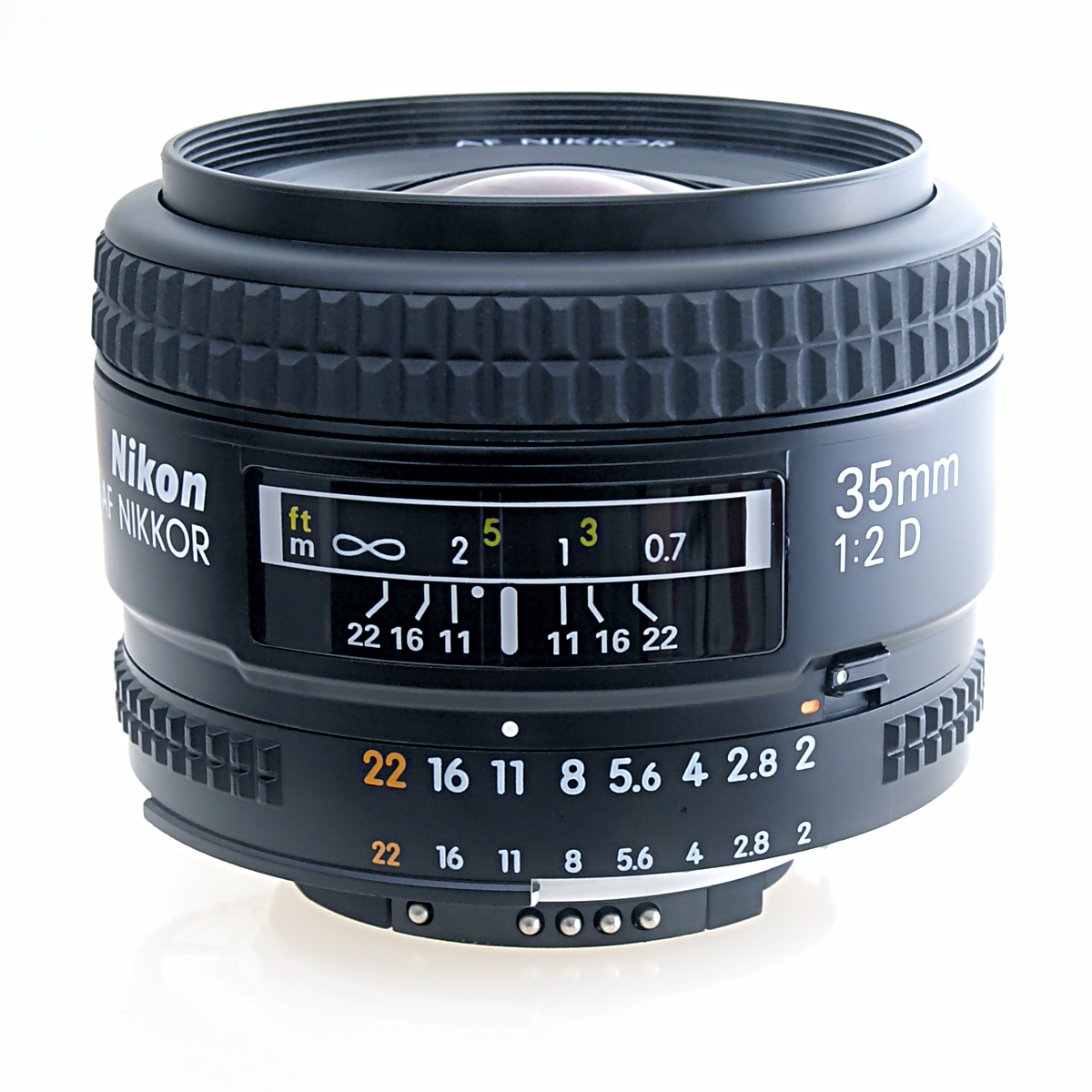
絞りの調整 (22～2の数字)

絞りの調整値はF値で表現される。F値を{\displaystyle {\sqrt {2}}}（約1.4）倍すると入光量は1/2になり、F値を{\displaystyle 1/{\sqrt {2}}}倍すると入光量は2倍になる。また、入光量を2倍とするよう絞りを調整することを「一段開く」、入光量を1/2倍とするよう絞りを調整することを「一段絞る」という言い方をすることがある。「段」を基準にした絞りの単位をアパーチャーバリュー(Av)という。
実際にカメラで使われるF値は、1949年に標準化された国際系列のF1、F1.4、F2、F2.8、F4、F5.6、F8、F11、F16、F22・・・といった数値が使われる（1/2段刻み、1/3段刻みなどの場合もある）。
それ以前はドイツ製を主として1/3段暗い大陸（ドイツ）系列と呼ばれるF2.2、F3.2、F4.5、F6.3、F9、F12.5、F18、F25・・・といった数値が使用されていた。これに合わせはカメラ側のシャッターは1/3段明るい、1/10、1/25、1/50、1/100、1/200・・・といった速度となっている。
さらに、Uniform System (英国で開発) では 1、2、4、8、16、32、64、128 ・・・といった数値も使用されていた。US 1 = f/4、US 2 = f/5.6、US 4= f/8 に対応しており20 世紀初頭の Eastman Kodak 製品で好んで用いられた。

### 被写界深度
絞りを調整すると、単位時間当たりの露出量を変化させることに加え、被写界深度をも変化させる。絞りを絞るほど（F値を大きくするほど）、被写界深度が深くなる（ピントの合う範囲が大きくなる）。この原理を応用して、パンフォーカスやボケ表現などの表現が可能である。撮影時にはこのことにも注意が必要になる。
また、絞りのF値と開口数は反比例の関係にある。

### レンズ絞りの形式
歴史上色々な形式が使用されて来たが、現在では特殊な用途を除きほぼ虹彩絞りのみとなっている。

#### ウォーターハウス絞り
穴の空いた板をレンズの横にあるスリットから差し込む方式。この形式はドイツやフランスの小規模レンズメーカーで数少ないながら採用されていたものを、1857年にジョン・ウォーターハウスがイギリス王立写真協会に提言し、一般的な絞り形式となった。
その後虹彩絞りの一般化により廃れたが、特殊な形状の絞りを挿入したり、少しでも回折を減らすために真円の絞りを使用したり、またシートフィルターを挿入するため等の理由でウォーターハウス絞り用スロットを備える製品もある。

#### 水門絞り
大小の穴が空いた平たい棒を、レンズの前もしくは中で上下させる方式。

#### 回転絞り
大小の穴の空いた円盤を、レンズの前もしくは中で回転させる方式。エンサイン・2 1/4Bボックスカメラ等レンズの前に装備されている場合レンズキャップを兼ねている場合もある。

#### 虹彩絞り

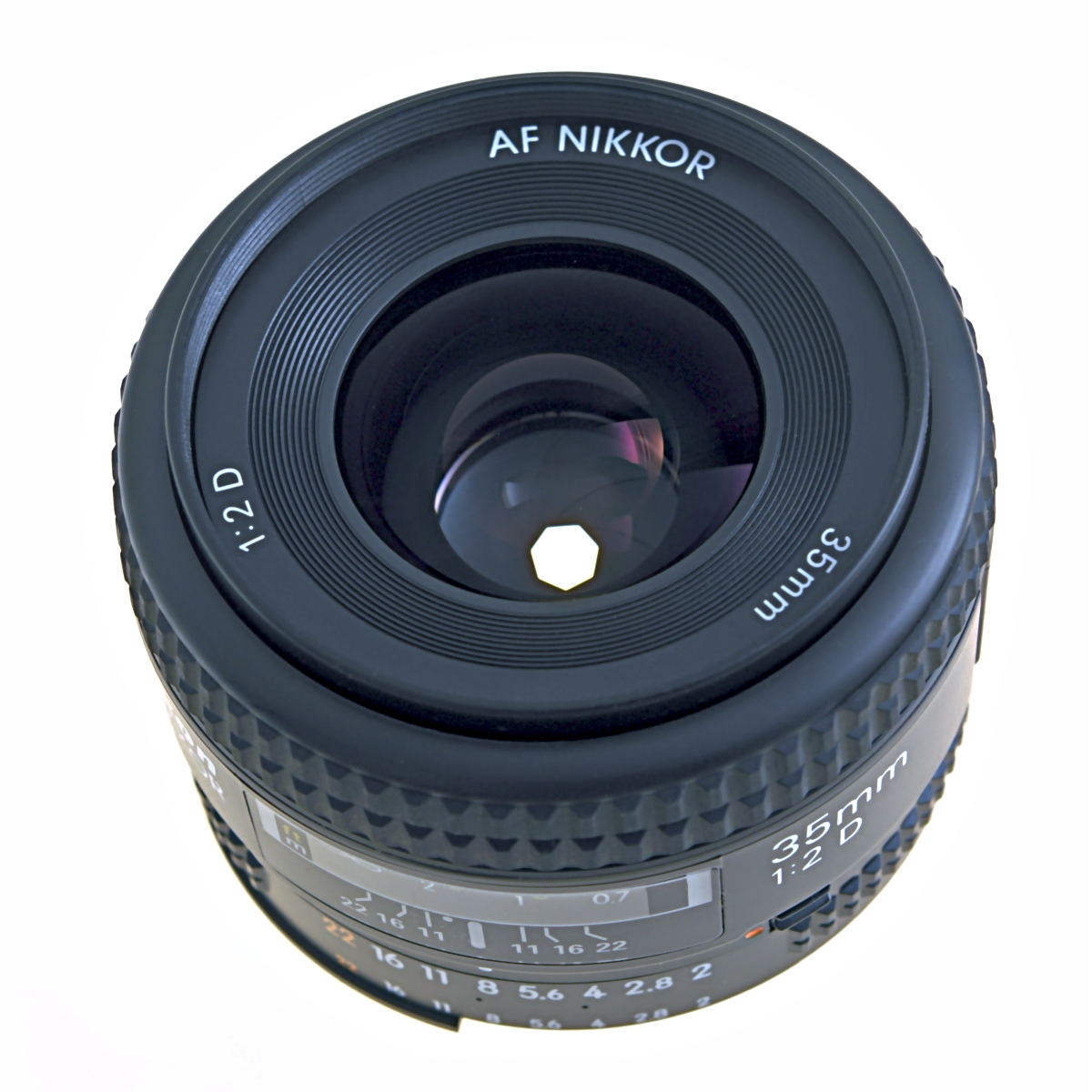
7枚構成の絞り羽根機構で絞り込まれた孔

通常の写真撮影用レンズの絞りは、微調整できるようにするために複数枚の板（絞り羽根）を重ね合わせて作られている。この写真にある絞りの場合、7枚の羽根で7角形ができている。このような絞りを虹彩絞りという。
絞りの形が角ばっているとボケが汚くなる傾向があるため、なるべく絞りの枚数を増やすとともに絞り羽根の形状で真円に近い開口部になるようにした設計のレンズが多いが、特に一眼レフカメラに用いる自動絞りレンズは絞り羽根を小さなトルクで一瞬にして開閉できなければならないために羽根の枚数をむやみに増やせず、通常は最多でも9枚程度の枚数に限られる。
一般に写真撮影用レンズでは、筒の部分にある絞りリング（絞り環、絞り冠）を回すことにより絞りを手動で調整できる。ただし現在はレンズからの入光量や被写体の周囲の明るさに応じて絞りを自動調整するAEカメラが主流となっており、手動調整ができないものも多い。またコンタレックスやキヤノン EOSシリーズではマウントにあるリンクを通じてボディー側でレンズの絞りを制御しており、このためレンズには絞りリングがない。

### レンズ絞りの系列
現在は一段刻みならばF1、F1.4、F2、F2.8、F4、F5.6、F8、F11、F16、F22・・・という系列になっているが、過去には違う系列も存在した。過去の書籍では「国際絞り」と称されているのが現在の系列である。

#### US絞り
イギリスのロイヤル・フォトグラフィック・ソサエティが制定した絞り表示で、コダック製カメラに採用されたことがあるが、現在ではほとんど使用されていない。
US絞りNo.1がF4、US絞りNo.2がF5.6、US絞りNo.4がF8、US絞りNo.8がF11、US絞りNo.16がF16、US絞りNo.32がF22、US絞りNo.64がF32に相当する。

### 一眼レフカメラの自動絞り
一眼レフカメラの場合、撮影用の光学系を通った光をファインダーに導いているため、絞りが絞り込まれた状態ではファインダー像が暗くなるうえ、スプリットイメージやマイクロプリズムを使ってピント調節を手動で行う場合には、絞りを開放しないと必要な光量がファインダーに届かずピント調節が困難になるなどの問題がある。このため、構図の確認やピント調節の際には絞りを開放しておき、撮影の際に必要な量だけ絞り込む操作が必要となる。これを自動で行なう機構が自動絞り機構である。

### 蓮根絞り
軟焦点レンズで使われる、複数の開口部を持つ絞りで、その形状からこのように呼ばれる。絞りの形式はウォーターハウス絞りの他、ローデンシュトックのイマゴンなど前枠に取り付ける、マミヤRB用セコールSF150mmのように前玉を外してその後ろに被せて使う等各種の方式がある。

## 眼球の絞り
ヒトを含む多くの脊椎動物の眼球にも絞りと同様の働きをもつ虹彩が存在する。これによって網膜で受ける光の量が許容範囲内に調整され、網膜を保護するとともに視覚機能を補完している。虹彩は明るい場所では絞られて小さな孔となり、暗い場所では逆に開かれて大きな孔となる。虹彩の反応速度はカメラのように速くはない。暗所から明るい場所に移動すると眩しさからしばらく目蓋を開けられなかったり、明るい場所から暗所に移動するとしばらく周囲がよく見えなかったりするのはこのためもある。

なお暗所から明るい場所、あるいは明るい場所から暗所への順応が即時にできないのは、虹彩の反応速度はカメラのように速くはないということだけではなく、網膜の視細胞の性質によるところが大きい。